# مايكل غريغوري (ممثل)
مايكل غريغوري (بالإنجليزية: Michael Gregory)‏ مواليد 26 نوفمبر 1944 في بروكلين، الولايات المتحدة، هو ممثل أمريكي بدأ مسيرته الفنية سنة 1963.

## الأعمال
- شرطي بيفرلي هيلز
- روبوكوب
- توتال ريكول
- ماحي
- لوبين الثالث: قلعة كاجليسترو
- كاوبوي بيباب
- السراب
- دوتا 2

## روابط خارجية
- مايكل غريغوري على موقع IMDb (الإنجليزية)
- مايكل غريغوري على موقع قاعدة بيانات الفيلم (الإنجليزية)